# Filippo Caracciolo di Castagneto
Filippo Caracciolo di Castagneto (ur. 4 marca 1903 w Neapolu, zm. 16 lipca 1965 tamże) – włoski polityk antyfaszystowski, prezydent FIA w latach 1963–1965.

## Życiorys
Pochodził z włoskiej rodziny arystokratycznej. Ukończył studia w zakresie nauk politycznych i biznesu. W 1934 roku przyjęty do Ministerstwa Spraw Zagranicznych, gdzie podejmował się zadań dyplomatycznych w Turcji, Szwajcarii i Strasburgu.
W 1944 roku podczas kongresu w Bari zorganizowanego przez Komitet Wyzwolenia Narodowego został mianowany sekretarzem Stałego Komitetu Wykonawczego, a w kwietniu tego samego roku objął urząd ministra spraw wewnętrznych w rządzie Pietro Badoglio. W tym samym roku został mianowany na sekretarza specjalnego Automobilklubu Włoch. Następnie został mianowany na sekretarza Partii Akcji, a w latach 1949-1954 był zastępcą sekretarza Rady Europy.
W latach 1951–1965 pełnił funkcję przewodniczącego Automobilklubu Włoch, a potem był prezesem stowarzyszenia Italia Nostra. W 1963 roku wspierany przez Hadelina de Liedekerke Beauforta został mianowany prezydentem FIA, będąc tym samym pierwszym prezydentem tej organizacji nie pochodzącym z Francji. Jego kadencję w FIA przerwała śmierć dnia 16 lipca 1965 roku w Neapolu.

## Życie prywatne
Filippo Caracciolo di Castagneto był krewnym św. Franciszka Caracciolo oraz ojcem Marelli Agnelli (ur. 1927) i Carla Caracciolo di Castagneto (1925-2008).